# Praxillura maculata
Praxillura maculata är en ringmaskart som beskrevs av Moore 1923. Praxillura maculata ingår i släktet Praxillura och familjen Maldanidae. Inga underarter finns listade i Catalogue of Life.